# Matthias von Rammung

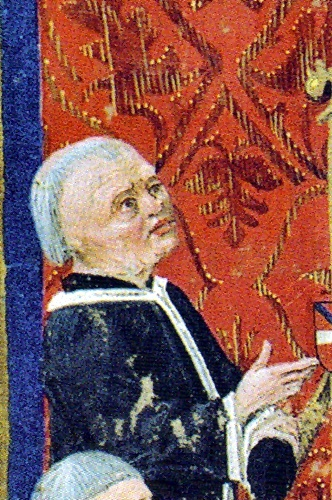
Bischof Matthias von Rammung, als kurpfälzischer Kanzler, mit schwarzem Talar und Tonsur

Matthias von Rammung, auch Matthias Freiherr von Rammung (* 1417 in Heidelberg; † 1. August 1478 in Heidelberg) war von 1461 bis zu seinem Tod kurpfälzischer Kanzler und ab 1464 auch Bischof von Speyer.

## Biografie
Matthias entstammte dem Geschlecht der Herren von Rammung und wurde geboren als Sohn des Matthias von Rammung und seiner Gattin, einer geb. von Venningen, Tochter des Conrad von Venningen auf Daisbach († 1446). In Heidelberg absolvierte er sein Jurastudium und avancierte 1461, mit 44 Jahren, zum kurpfälzischen Kanzler. 

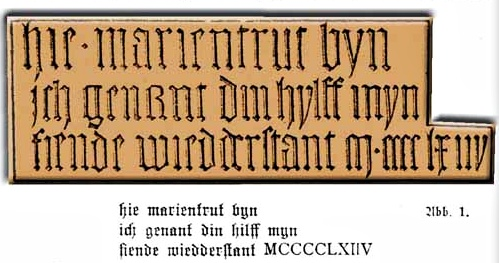
Burg Marientraut, Bauinschrift des Bischofs Matthias von Rammung, 1463

Vom 4. Juli 1464 bis zum 1. August 1478 war Matthias von Rammung der 65. Bischof von Speyer. Das Amt hatte fünf Jahre zuvor bereits Siegfried III. von Venningen, ein entfernter Verwandter der Mutter aus der Hilbacher Linie der Herren von Venningen, bekleidet. Sein Organisationstalent wirkte sich auf die Verwaltungspraxis des Hochstifts und des Bistums (Anlage einer Diözesanmatrikel) günstig aus. Im religiös-kirchlichen Bereich leitete er Reformen ein. Er ließ während seiner Amtszeit viele über das fiskalisch Notwendige hinausgehende Erhebungen – z. B. zum Viehbestand und den Gemeinden – und Volkszählungen machen. So gibt es seit dieser Zeit zum ersten Mal verlässliches statistisches Zahlenmaterial.
Matthias von Rammung verfasste ein, bis ins 17. Jahrhundert angewandtes Rezept zur Behandlung hufkranker Pferde.
Von seinem Amtsantritt bis 1471 ließ Bischof Rammung die zerstörte Burg in Hanhofen renovieren und auf vierfach vergrößerter Fläche ausbauen. Er nannte sie Marientraut, nach St. Maria, der Schutzpatronin seines Bistums und ließ an ihr ein Marienbild aus Stein, sowie eine Inschrift mit der Jahreszahl 1463 und dem Namen anbringen.
1464 ordnete er eine Bestandsaufnahme im Hochstift Speyer an. In dieser wird u. a. die Kaplanei in der St. Jakobskapelle der Bruchsaler Vorstadt Untergrombach erstmals urkundlich erwähnt. 1467 weihte er die Dreifaltigkeitskirche von Lauterburg. 1468 versuchte er, letztendlich erfolglos, das Benediktinerkloster Ritterstift Odenheim zu reformieren. Seit 1339 waren die Bischöfe von Speyer die Vögte dieses Klosters.
1469 richtete er ein Mahnschreiben mit Reformvorschlägen an das Reichskloster Klingenmünster. 1469/70 fand auf seine Anordnung hin eine Volkszählung, u. a. in Waghäusel, statt. 1472 reformierte er die Aufgaben der Pfarrer, Kapläne und Benefiziaten der Hauptkirche von Bruchsal, der Kirche St. Peter. Der Pfarrer fungierte regelmäßig als Weihbischof der Diözese Speyer. Bischof Matthias von Rammung jedoch erlegte ihm Residenzpflicht auf und verlangte, dass er sich mehr um seine Pfarrei kümmern müsse.
1473 ließ er in Waghäusel eine Kapelle für die Pilger zum Gnadenbild des Ortes, einer 40 cm hohen Marienstatue aus Kalkstein, bauen. Diese Kapelle bildet heute den Chor der dortigen Marienwallfahrtskirche zur „Mutter mit dem gütigen Herzen“; Rammungs Bischofswappen ziert den Schlussstein ihres  gotischen Gewölbes. Zuvor hatte das Gnadenbild in einem hohlen Baum gestanden, dann in einer dürftigen Notkapelle. Die Einrichtung der gotischen Wallfahrtskapelle, die Ausdehnung der Dörfer im Stift und die darauf folgende Erstellung des Registers des gemeinen Pfennigs brachten das Stift nach Jahren der Vernachlässigung wieder in eine gute finanzielle Situation. Er ließ auch andere Bauten zugunsten besserer wirtschaftlicher Verhältnisse errichten.
Der Bischof hielt jährlich zwei Synoden ab und entfaltete eine umfassende Reformtätigkeit auf dem Gebiet seiner Gerichtsbarkeit, den Kollegiatstiften und Klöstern. Er bemühte sich außerdem um die Reform der Geistlichkeit durch Erlasse über das Pfründenwesen und Vorschriften hinsichtlich der Amts- bzw. Lebensführung (z. B. die Einhaltung des Zölibats). Die würdige Feier der Liturgie, die Hebung der Frömmigkeit und die intensive katechetische Unterweisung der Gläubigen zählten zu seinen Hauptanliegen. Er selbst lebte diese Forderungen vor und ging seinem Klerus als Beispiel voran. 
Die eifrigsten und treuesten Mitarbeiter in den Reformbemühungen waren sein Generalvikar Peter vom Stein († 1480) und sein Weihbischof Johann von Isenberg († 1484).  
Matthias von Rammung beauftragte den langjährigen Domvikar Johannes Seffried (auch Johannes von Mutterstadt) mit der Abfassung einer Geschichte der Speyerer Bischöfe, welche ein bedeutendes historisches Quellenwerk darstellt, da sie auch viele verloren gegangene Grabinschriften überliefert.
In der evangelischen Kirche von Daisbach befindet sich der beschädigte Grabstein der Ursula von Rammung († 1502), Gattin seines gleichnamigen Neffen. Darauf ist auch das Familienwappen abgebildet.
In Waghäusel ehrte man ihn durch die Benennung der "Bischof-von-Rammung-Straße", an der das dortige Wallfahrtskloster liegt.   

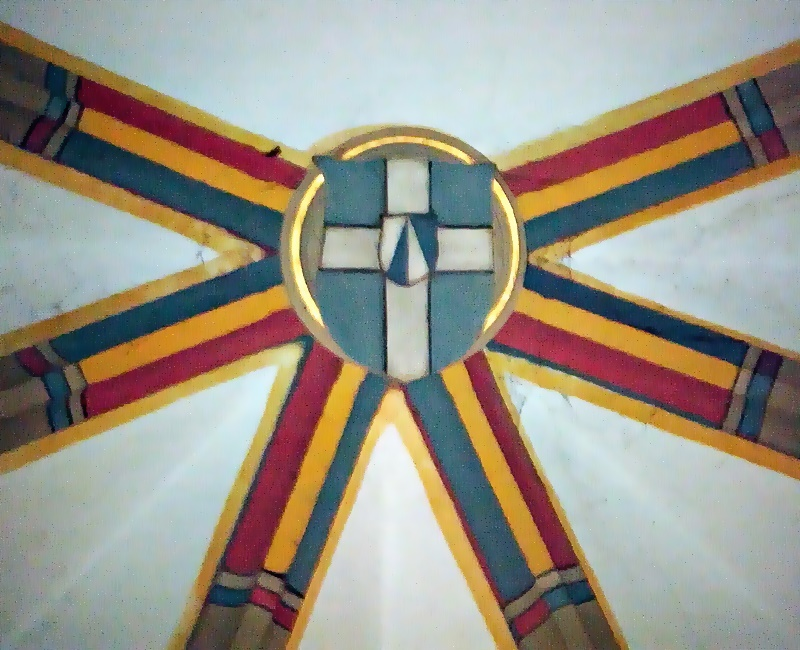
Bischofswappen Matthias von Rammungs im Chor der Wallfahrtskirche Waghäusel

## Wappen
Das fürstbischöfliche Wappen ist üblicherweise geviert. Die Felder des Wappenschilds führen im Wechsel das Familienwappen der Rammung und das Wappen des Bistums Speyer, ein silbernes Kreuz auf blauem Grund. Das Familienwappen der Rammung zeigt eine Spitze, wobei das Motiv senkrecht geteilt ist und die Tingierung in Silber und Blau wechselt. Die erhaltenen Wappensteine von Bischof Matthias von Rammung bestehen alle aus seinem Familienwappen, mittig aufgelegt auf das Speyerer Bistumswappen.